# 復仇級魚雷快艇
復仇級魚雷快艇是中華民國海軍的一級魚雷快艇。1954年11月14日太平号护航驱逐舰被解放軍魚雷快艇擊沉後，中國青年反共救國團發起了鼓勵捐款的「建艦復仇運動」，國軍用此經費向日本三菱造船公司採購了2艘魚雷快艇，分别命名為「复仇」號和「雪耻」號。1975年，台灣將「復仇」號魚雷快艇加裝雄風一型反艦飛彈，成為國軍首艘飛彈快艇。1978年底，由蔣經國總統核定量產，並且命名為海鷗級飛彈快艇。
本級在設計時為追求高速性能，全船採用輕型合金材料製造，標準排水量34噸，滿載排水量42噸，最大航速可達40節。當時由於日本方面缺乏大馬力發動機，國軍將P-51野馬戰鬥機的水冷式引擎拆卸下來，每艇裝上三台。此外本級建造時國軍沒有艦射魚雷裝備，而美國也不提供這類攻擊性的武器，所以将從日本接收的九一式空射魚雷進行改裝後使用，因此該級沒有採用常用的魚雷發射管，而採用落射式。
1957年4月6日，海軍總司令梁序昭宣布：「獻艦復仇運動」捐款建造的魚雷快艇，已編入戰鬥序列。

## 外部連結
- 復仇級照片 （页面存档备份，存于）